# Sacha

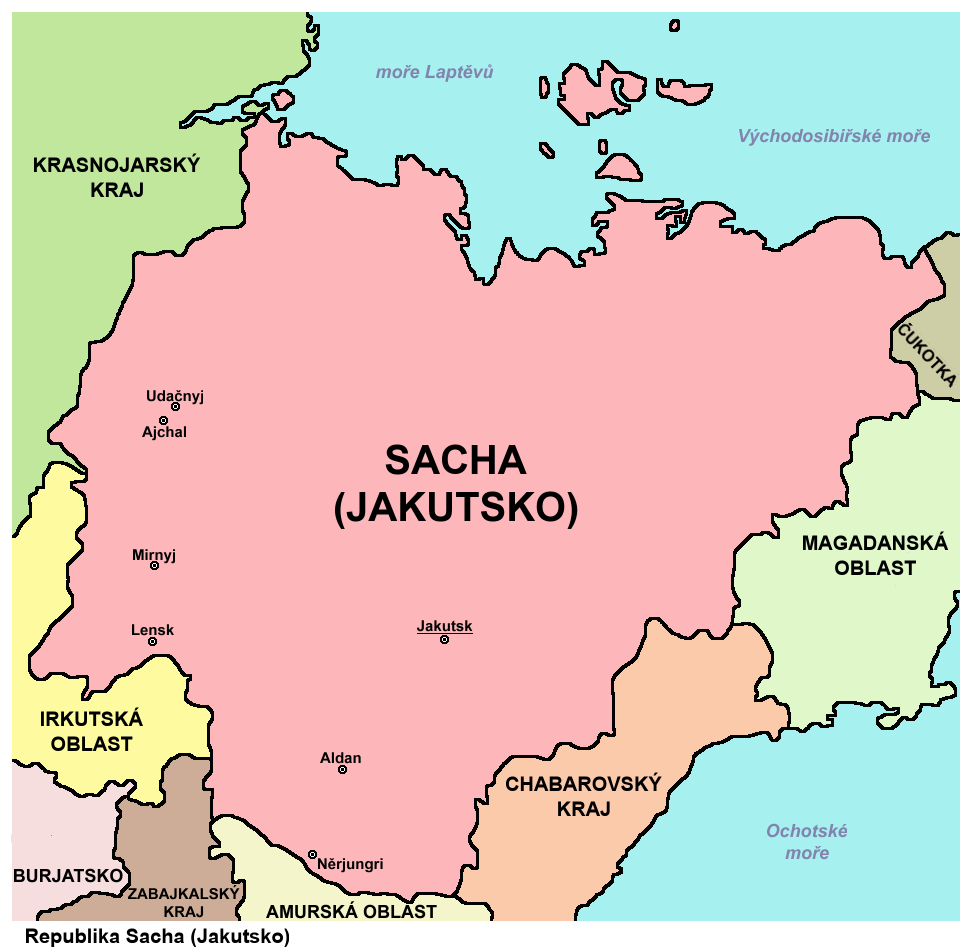

Sacha nebo také Jakutsko (rusky Саха / Якутия)  je největší z republik Ruské federace. Leží ve východní části země, na Sibiři a je součástí Dálněvýchodního federálního okruhu.
Na východě sousedí s Čukotským autonomním okruhem, Magadanskou oblastí, Chabarovským krajem; na jihu s Amurskou oblastí, Zabajkalským krajem, Irkutskou oblastí; a na západě s Krasnojarským krajem. Jeho severní břehy omývá Severní ledový oceán.

## Historie
Jakuti žijí na svém území relativně krátkou dobu. Jsou příbuzní s turkickými národy a Mongoly. Protože jim Evenkové, další severský národ Ruské federace, říkají Jako, toto slovo se přejalo do ruštiny jako Jakuti; právě v 17. století, kdy sem Rusové začali pronikat. Postupně tu začali rozšiřovat ortodoxní křesťanství, zemědělství, v roce 1632 založili dnešní hlavní město republiky Jakutsk. Roku 1922 vznikla Jakutská ASSR, v dobách Sovětského svazu měla země hlavní význam v tom, že se zde těžily důležité suroviny. Současný název Jakutská republika se používá od roku 1992.

## Symboly

### Vlajka
Vlajka Sachy je tvořena listem o poměru stran 1:2, se čtyřmi pruhy: modrým, bílým, červeným a zeleným, o poměru šířek 12:1:1:2. Uprostřed modrého pruhu je bílé kruhové pole o průměru 2/5 šířky vlajky.

## Geografie
Jakutská republika je v rámci Ruské federace největší, s rozlohou 3 083 523 km² zabírá tři časová pásma (převážná část má čas UTC+9, Ojmjakonský, Usť-Janský a Verchojanský ulus mají UTC+10, Abyjský, Allaichovský, Momský, Nižnekolymský, Sredněkolymský a Verchněkolymský ulus mají UTC+11).
Místní střední sluneční čas se oproti úřednímu času předbíhá zhruba o 1 až 2 hodiny.
Většina území země je hornatá, sever i střed se navíc nachází v silně chladné oblasti. Cca 40 % plochy leží v arktické oblasti a celé území s výjimkou malé části na jihozápadě je pokryto věčně zmrzlou půdou, a to převážně do hloubky 300 až 400 m, v povodí Vitimu až 1500 m. 47 % pokrývá tajga, téměř výhradně tvořená modříny. Republikou od jihu na sever protéká řeka Lena, s velkým a částečně i bažinatým údolím. Mezi další významné řeky patří přítoky Leny (Viljuj, Aldan, Oljokma), ve východní části regionu pak řeky Indigirka a Kolyma. V oblasti též leží okolo 800 tisíc jezer. Nejvyšším pohořím je Čerského pohoří, ležící na východě, s nejvyšší horou Pobeda (3147 m n. m.). Na většině území se rozkládá Středosibiřská vysočina.

### Klima
Klima je silně kontinentální, chladné (střed a sever) až mírné (jih republiky). Průměrné lednové teploty se pohybují mezi –28 a –47 °C, červencové mezi +2 až +19 °C. Průměrné roční srážky mají rozsah mezi 200 mm (střed, vnitrozemí) a 700 mm (hory na východu země). Sacha má tzv. pól chladu – vesnici Ojmjakon, kde roku 1926 padla rekordně nízká teplota –71 °C, a také město Verchojansk, kde roku 1886 padla teplota -69 °C.

## Obyvatelstvo
Ze zhruba 1 milionu obyvatel žije 64 % ve městech. Národnostní složení obyvatel je ovlivněno migrací přistěhovalců. Přitom původní obyvatelstvo tvoří polovinu celkové populace. Následující tabulka udává národnosti, jejichž podíl přesahuje 0,5 %. Kromě národností uvedených v tabulce zde žijí Kyrgyzové, Arméni, Uzbekové, Tádžikové, Dolgani, Jukagirové a několik dalších skupin, každá s méně než tisícem osob.
|           | Sčítání 1959 | Sčítání 1970 | Sčítání 1979 | Sčítání 1989 | Sčítání 2002 | Sčítání 2010 |
| --------- | ------------ | ------------ | ------------ | ------------ | ------------ | ------------ |
| Jakuti    | 233 273      | 285 749      | 313 917      | 365 236      | 432 290      | 466 492      |
| Jakuti    | 56,5 %       | 43,0 %       | 36,9 %       | 33,4 %       | 45,5 %       | 48,7 %       |
| Rusové    | 146 741      | 314 308      | 429 588      | 550 263      | 390 671      | 353 649      |
| Rusové    | 35,5 %       | 47,3 %       | 50,4 %       | 50,3 %       | 41,2 %       | 36,9 %       |
| Evenkové  | 10 432       | 9 097        | 11 584       | 14 428       | 18 232       | 21 008       |
| Evenkové  | 2,5 %        | 1,4 %        | 1,4 %        | 1,3 %        | 1,9 %        | 2,2 %        |
| Ukrajinci | 4 229        | 20 253       | 46 326       | 77 114       | 34 633       | 20 341       |
| Ukrajinci | 1,0 %        | 3,0 %        | 5,4 %        | 7,0 %        | 3,6 %        | 2,1 %        |
| Evenové   | 3 133        | 6 471        | 5 763        | 8 668        | 11 657       | 15 071       |
| Evenové   | 0,8 %        | 1,0 %        | 0,7 %        | 0,8 %        | 1,2 %        | 1,6 %        |
| Tataři    | 4 420        | 7 678        | 10 976       | 17 478       | 10 768       | 8 122        |
| Tataři    | 1,1 %        | 1,2 %        | 1,3 %        | 1,6 %        | 1,1 %        | 0,8 %        |
| Burjati   | 699          | 2 126        | 4 508        | 8 471        | 7 266        | 7 011        |
| Burjati   | 0,2 %        | 0,3 %        | 0,5 %        | 0,8 %        | 0,8 %        | 0,7 %        |
| Ostatní   | 10 271       | 18 441       | 29 178       | 52 407       | 41 133       | 42 970       |
| Ostatní   | 2,5 %        | 2,8 %        | 3,4 %        | 4,8 %        | 4,3 %        | 4,5 %        |

Oficiálními jazyky jsou ruština a jakutština (sacha), té rozumí okolo 25 % místních obyvatel. Jakutštinu se učí děti ve škole od 11 let.

## Sídla
Tabulka níže uvádí sídla v Jakutsku s více než 20 tisíci obyvateli podle sčítání v roce 2010 a vzestup nebo pokles v porovnání s předchozím sčítáním.
| Sídlo     | Počet obyvatel |
| --------- | -------------- |
| Jakutsk   | 269 486▲       |
| Něrjungri | 61 746▼        |
| Mirnyj    | 42 977▼        |
| Lensk     | 24 955▼        |
| Aldan     | 22 772▼        |

## Ekonomika
Hlavním hospodářským centrem je Jakutsk. Ekonomika země stále ještě dnes stojí na těžbě surovin, nacházejících se pod povrchem této obrovské republiky. Ty se zpracovávají v závodech, které leží jak v okolí hlavního města, tak i menších měst. Přední místo v těžebním průmyslu má dobývání a zpracování diamantů. Rostoucí význam má těžba energetických surovin; prozkoumané zásoby ropy jsou 330 mil. tun, zemního plynu 2,4 triliónu m³ a uhlí 900 využitelných ložisek.

## Doprava
Doprava je hlavně letecká nebo lodní (po řece Lena), hlavně díky ohromným vzdálenostem a řídké osídlenosti. V silniční dopravě je významná silnice Kolyma (Kolyma – Jakutsk – Magadan), do Jakutska je však sjízdná pouze v zimním období, chybí zde most přes řeku Lenu. Na území Jakutska se nachází téměř 1000 km železnice; jde o Amursko-jakutskou magistrálu, která se začala stavět v 80. letech jako odbočka Bajkalsko-amurské magistrály. Po perestrojce se však stavba zastavila a dočasnou konečnou se stal Berkakit (městečko asi 20 km jižně od Něrjungri). Po několika letech se začalo znovu stavět a trať dosáhla roku 2004 města Tommot, do kterého je běžně provozována. Zbývající úsek do Nižního Besťachu, pravobřežního předměstí Jakutsku, byl dokončen v roce 2011 a je ve zkušebním provozu. Ve stadiu úvah je tříkilometrový silniční a železniční most přes Lenu.